# Peixe (Tocantins)
Peixe é um município brasileiro do estado do Tocantins, criado em 1895 com terras desmembradas de São João da Palma (atual Paranã). Localiza-se a uma latitude 12º01'30" sul e a uma longitude 48º32'21" oeste, estando a uma altitude de 240 metros. Sua população estimada em 2004 era de 8 711 habitantes.
Possui uma área de 5111,29 km².

## História
Originou-se com a vinda do ALferes Alfredo Ramos Jubé e Dmitri França, quando ali acampou, juntamente com 20 praças, para impedirem ataques dos índios Canoeiros aos emissários de Vila Boa de Goiás. Os mesmos deviam atravessar o Rio Tocantins no porto local, onde um lavrador já possuía uma roça e uma pequena embarcação. Presume-se que nesse aludido local havia um tesouro escondido, dos padres jesuítas - Na mais alta pedra do Rio Santa Tereza, no lugar denominado Itans, está sepultado o maior tesouro dos Jesuítas... contava essa tradição.
Ramos Jubé e comandados, construíram suas casas e uma igreja, da qual ainda hoje se conservam as ruínas, na Praça Getúlio Vargas. A estes, posteriormente, se uniram Joaquim Tavares e Francisco da Silva Montes que, com suas famílias, construíram o primeiro núcleo e expulsaram os índios Canoeiros que viviam às margens do Rio Tocantins.
Pela Lei Provincial nº 13, de 31 de junho de 1846, a Vila de Santo Antônio do Peixe é elevada à categoria de Distrito do Município de Palmas (Paranã, hoje). As pessoas de mais destaque na época na Vila de Santo Antônio do Peixe, foram: Narcísio Ponce Leones, Eliseu Augusto Pinheiro Cangussu, Antônio José de Almeida, Pedro Pinheiro de Queiroz, Senador Domingos Teodoro e o Deputado Cândido Teodoro, incansáveis lutadores pela emanciapação política do Peixe.
A Lei Estadual nº 64, de 20 de junho de 1895, deu autonomia política ao Distrito de Peixe, com o mesmo topônimo, desmembrando-o do Município de Palmas (hoje Paranã) e instalando-o neste mesmo ano. Posteriormente, em divisão territorial datada de 31 de dezembro de 1936, o Município de Peixe apareceu com o nome de Santa Terezinha. Finalmente, novamente pelo Decreto-Lei Estadual nº 557, de 30 de março de 1938, apareceu com o nome atual.
Significado do Nome
Tempos depois, o Povoado de Santa Cruz dos Itans foi vítima de uma enchente muito grande do Rio Tocantins, que despejou suas águas nas vazantes e numa grande lagoa, pouco distante do Rio. . Com a baixa das águas, um peixe, de tamanho nunca visto nesse rio, ficou preso na referida lagoa onde veio a morrer, sendo encontrado por uma caravana de Vila Boa. Depois desse fato os viajantes diziam: Vamos passar o rio onde foi encontrado o peixe.... Ora, daí o nome atual de Peixe. A dita lagoa e córrego que serviu de vazante, tomaram a mesma denominação.

## Clima
Segundo dados da estação do Instituto Nacional de Meteorologia (INMET) de Peixe, em operação desde maio de 1975, a menor temperatura registrada oficialmente foi de 10,4 °C em 2 de agosto de 1988 e a maior alcançou 43,2 °C em 13 de setembro de 2019. O maior acumulado de precipitação em 24 horas atingiu 137,7 mm em 20 de abril de 1996, seguido por 135,8 mm em 7 de janeiro de 2002, 134,6 mm em 7 de novembro de 1999, 131,8 mm em 26 de outubro de 1984, 115,8 mm em 21 de janeiro de 1997, 104,8 mm em 17 de novembro de 2010 e 100 mm em 26 de dezembro de 2002. O recorde de mês mais chuvoso da série histórica pertence a dezembro de 1989, com 683,4 mm.
| Dados climatológicos para Peixe                                                                | Dados climatológicos para Peixe | Dados climatológicos para Peixe | Dados climatológicos para Peixe | Dados climatológicos para Peixe | Dados climatológicos para Peixe | Dados climatológicos para Peixe | Dados climatológicos para Peixe | Dados climatológicos para Peixe | Dados climatológicos para Peixe | Dados climatológicos para Peixe | Dados climatológicos para Peixe | Dados climatológicos para Peixe | Dados climatológicos para Peixe |
| Mês                                                                                            | Jan                             | Fev                             | Mar                             | Abr                             | Mai                             | Jun                             | Jul                             | Ago                             | Set                             | Out                             | Nov                             | Dez                             | Ano                             |
| ---------------------------------------------------------------------------------------------- | ------------------------------- | ------------------------------- | ------------------------------- | ------------------------------- | ------------------------------- | ------------------------------- | ------------------------------- | ------------------------------- | ------------------------------- | ------------------------------- | ------------------------------- | ------------------------------- | ------------------------------- |
| Temperatura máxima recorde (°C)                                                                | 38,3                            | 37,9                            | 37,7                            | 38,1                            | 37,8                            | 37,5                            | 37,8                            | 40,2                            | 43,2                            | 41,8                            | 40,1                            | 40,2                            | 43,2                            |
| Temperatura máxima média (°C)                                                                  | 32,1                            | 32,2                            | 32,2                            | 32,9                            | 33,4                            | 33,3                            | 33,9                            | 35,8                            | 36,9                            | 35,6                            | 33,1                            | 32,3                            | 33,6                            |
| Temperatura média compensada (°C)                                                              | 26,1                            | 26                              | 26,2                            | 26,5                            | 26,1                            | 24,8                            | 24,5                            | 26,2                            | 28,2                            | 28,1                            | 26,8                            | 26,3                            | 26,3                            |
| Temperatura mínima média (°C)                                                                  | 22,4                            | 22,4                            | 22,5                            | 22,5                            | 21,2                            | 18,9                            | 17,7                            | 18,8                            | 21,3                            | 22,7                            | 22,7                            | 22,5                            | 21,3                            |
| Temperatura mínima recorde (°C)                                                                | 18,9                            | 18,9                            | 19,4                            | 17,4                            | 11,9                            | 10,9                            | 11,9                            | 10,4                            | 12,9                            | 16,4                            | 19,4                            | 18,9                            | 10,4                            |
| Precipitação (mm)                                                                              | 270,2                           | 211                             | 215,8                           | 125,2                           | 22,9                            | 4,7                             | 0                               | 0,1                             | 32,3                            | 92,9                            | 190,1                           | 252,3                           | 1 417,5                         |
| Dias com precipitação (≥ 1 mm)                                                                 | 16                              | 14                              | 15                              | 9                               | 2                               | 0                               | 0                               | 0                               | 3                               | 7                               | 12                              | 15                              | 93                              |
| Umidade relativa compensada (%)                                                                | 81                              | 81,7                            | 81,8                            | 78,6                            | 71                              | 63,5                            | 56,3                            | 47,7                            | 49,1                            | 62,7                            | 75,4                            | 79,4                            | 69                              |
| Insolação (h)                                                                                  | 172,5                           | 154,8                           | 171,7                           | 210,2                           | 261,6                           | 285,6                           | 307,1                           | 301,9                           | 238,6                           | 211,8                           | 163,6                           | 163,5                           | 2 642,9                         |
| Fonte: INMET (normal climatológica de 1991-2020; recordes de temperatura: 01/05/1975-presente) |                                 |                                 |                                 |                                 |                                 |                                 |                                 |                                 |                                 |                                 |                                 |                                 |                                 |

## Turismo

### Ecopraia da Tartaruga
É uma imensa ilha com uma praia de aproximadamente 2 km², banhada pelo Rio Tocantins. Além da beleza de suas areias, a praia é um ponto de concetração de tartarugas, daí a origem do seu nome. A presença de tartarugas no local é um fenômeno único, com grande potencialidade para o ecoturismo e estudos biológicos. O acesso se dá pela estrada de rodagem até Porto do Peixe, descendo-se rio abaixo. A duração do percurso fluvial demora cerca de 15 minutos.

### Arquipélago do Tropeço
É um conjunto de 366 ilhas e ilhotas, formando um arquipélago fluvial no rio Tocantins. São formas e tamanhos variados, em posições tais que fazem o rio correr em saltos sobre as pedras as corredeiras e os remansos. O tropeção, como é conhecido o lugar, é apenas um referencial. Na verdade, existem outras cachoeiras e saltos ao longo do rio, navegáveis em épocas distintas e orientadas pelos níveis das águas. O local impressiona pela beleza, porém, oferece muito perigo a quem não souber se guiar entre os canais convencionados a navegação. Um dos canais mais utilizados no verão é o Canal das Cuias. O Passeio é feito de canoa ou em pequenas lanchas a motor. Por entre os canais se pratica a pesca da caranha, abundante no local, e nas áreas de águas calmas, represadas naturalmente pelas rochas, pode-se pescar também tucunarés e jacundás. Com caiaques é possível explorar toda a região. A presença de um guia nos passeios é fundamental. São necessários cuidados especiais e orientação aos visitantes.